# Карбинці
Ка́рбинці (болг. Карбинци) — село у Видинській області Болгарії. Входить до складу общини Димово.

## Населення
За даними перепису населення 2011 року у селі проживали 174 особи.
Національний склад населення села:
| Національність   | Кількість осіб | Відсоток |
| ---------------- | -------------- | -------- |
| болгари          | 112            | 65,5%    |
| цигани           | 57             | 33,3%    |
| Всього відповіли | 171            |          |

Розподіл населення за віком у 2011 році:
Динаміка населення: